# Coronado (Californie)
Pour les articles homonymes, voir Coronado.
Coronado (en espagnol « couronné ») est une ville et station balnéaire du comté de San Diego en Californie. Elle est proche de San Diego et de la baie de San Diego.
Elle est située sur la partie orientale de la North Island à sa jonction avec de la Silver Strand, bande de terre fermant la baie de San Diego et reliée à San Diego par le San Diego-Coronado Bridge. Elle partage l'extrémité de la péninsule avec la base militaire de Naval Air Station North Island.
Destination touristique depuis l'ouverture de l'Hotel del Coronado, elle est aussi connue pour la qualité de sa plage donnant sur l'océan Pacifique.
Sa population était de 24 697 habitants en 2010.
Plusieurs navires ont été nommés en référence à Coronado dont le USS Coronado (LCS-4).
La chanteuse Tina Weymouth, le pianiste Kevin Kenner et le sportif Fulton Kuykendall sont nés à Coronado, tandis que les hommes politiques Donald Rumsfeld et John McCain y ont résidés. Le bâtiment de la Navy (32° 40′ 34″ N, 117° 09′ 28″ O) a comme particularité d'apparaître depuis le ciel comme ayant une forme de svastika,.

## Démographie
| 1860 | 1870 | 1900 | 1910  | 1920  | 1930  |
| ---- | ---- | ---- | ----- | ----- | ----- |
| 276  | 229  | 935  | 1 477 | 3 289 | 5 425 |

| 1940  | 1950   | 1960   | 1970   | 1980   | 1990   |
| ----- | ------ | ------ | ------ | ------ | ------ |
| 6 932 | 12 700 | 18 039 | 20 020 | 18 790 | 26 540 |

| 2000   | 2010   | - | - | - | - |
| ------ | ------ | - | - | - | - |
| 24 189 | 18 912 | - | - | - | - |

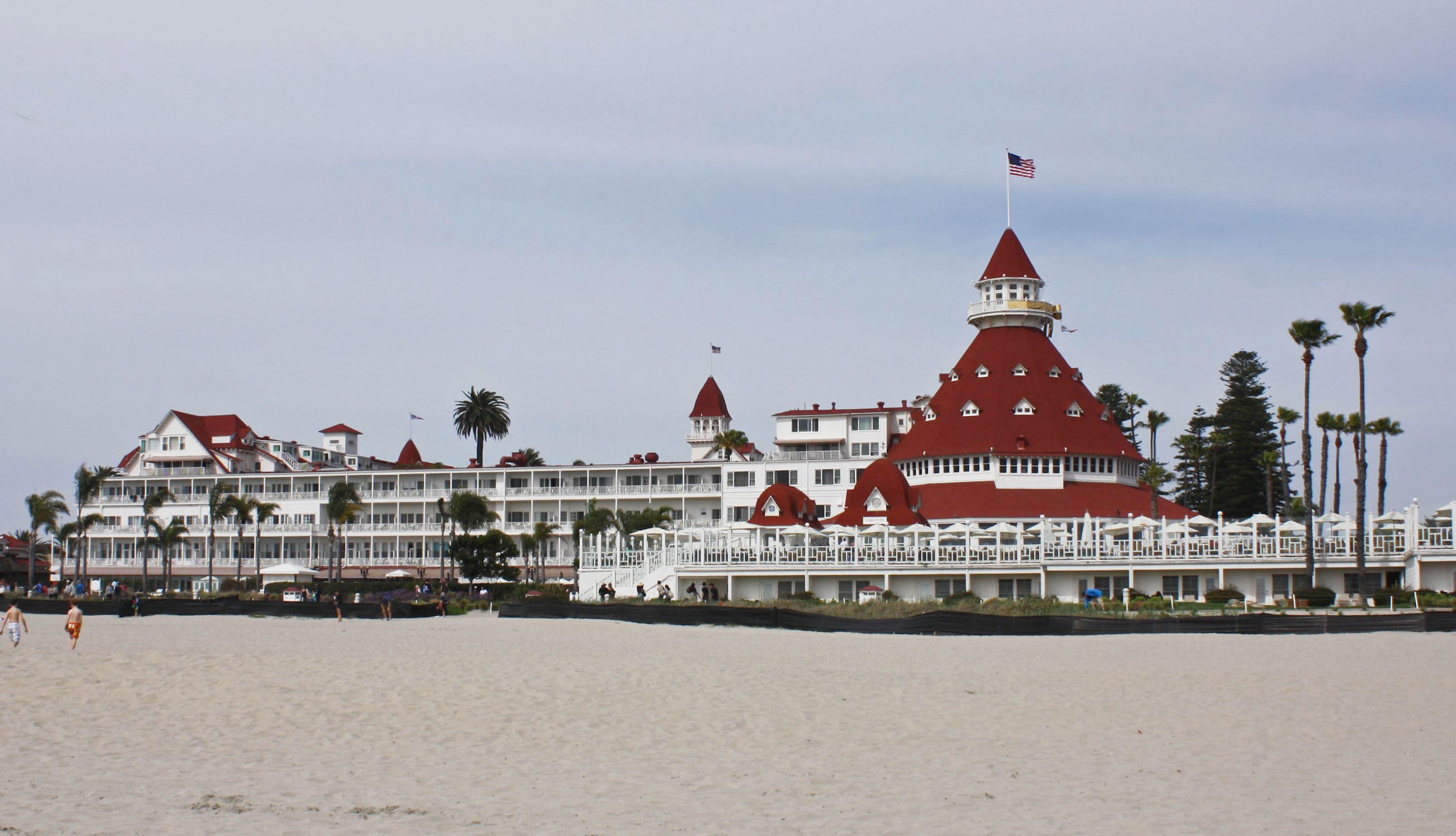
Hotel del Coronado, à Coronado.
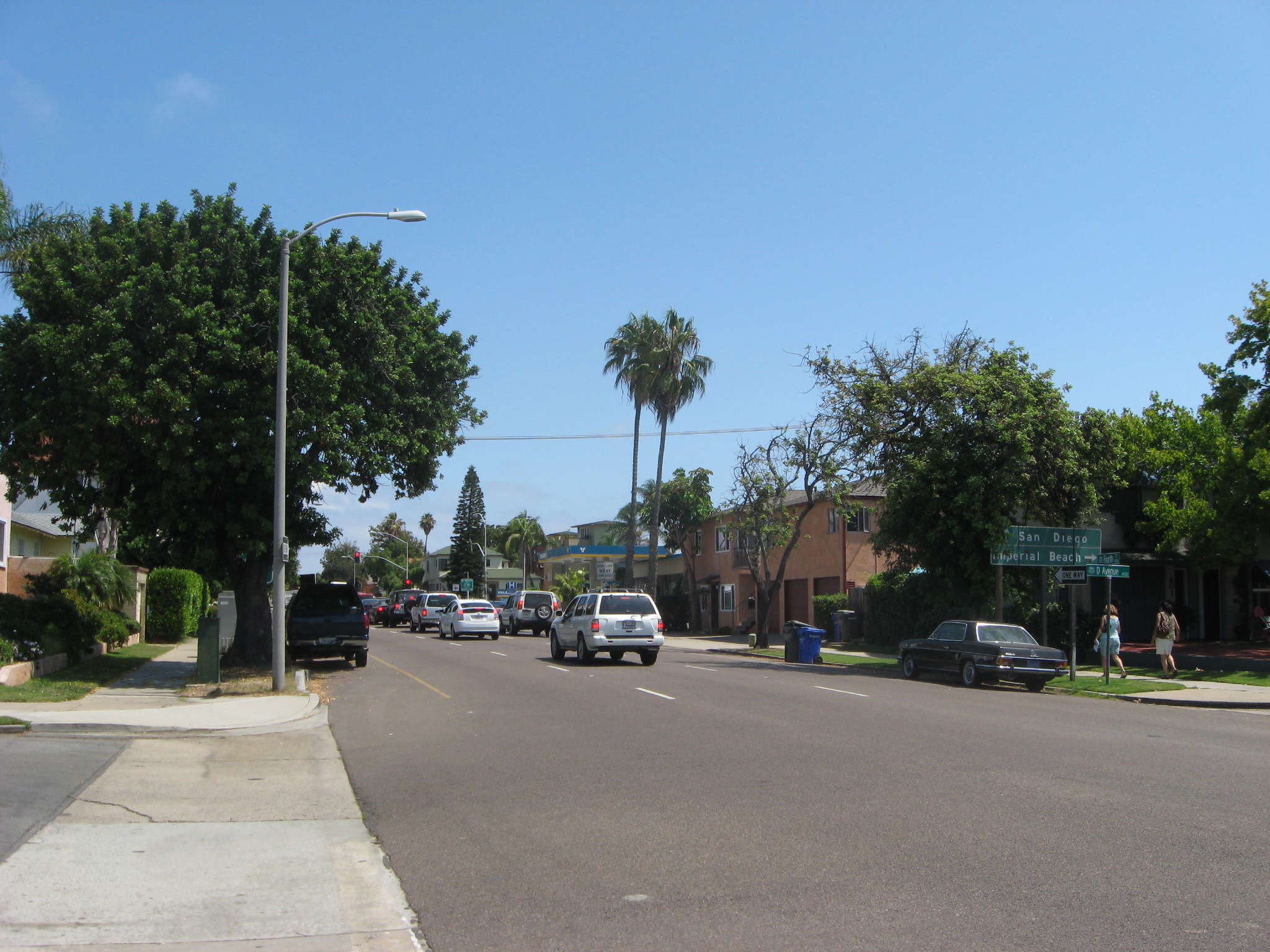
La California State Route 282 traversant Coronado.